# Edmond Baraffe
Pour les articles homonymes, voir Baraffe.
Edmond Baraffe, né le 19 octobre 1942 à Annœullin et mort le 19 avril 2020 à Bagnères-de-Bigorre, est un footballeur français qui évolue au poste de demi ou d'attaquant. 
Comptant trois sélections avec l'équipe de France, il participe notamment à la Coupe du monde 1966 en Angleterre.

## Biographie
Edmond Baraffe est né le 19 octobre 1942 à Annœullin, une commune située entre Lille et Lens. Il est issu d'une famille nombreuse de cinq frères, une sœur. Son père était mineur de fond près de Carvin.

### Joueur

#### En club
Edmond Baraffe débute dans le club de sa commune où il est repéré par le père de l'international français Léon Deladerrière, lui-aussi natif d'Annœullin.
Une blessure au genou subie en 1964 lors d'une tournée du Toulouse FC en URSS le freine dans sa progression et le contraint à subir cinq opérations chirurgicales successives,.

#### En sélection
Edmond Baraffe compte trois sélections en équipe de France A entre 1964 et 1966. Il honore sa première sélection chez les Bleus le 2 décembre 1964 face à la Belgique. Il dispute ses deux autres matches internationaux le 19 mars 1966 contre l'Italie puis le 20 avril 1966, une nouvelle fois contre la Belgique.

### Entraîneur
Edmond Baraffe est titulaire du diplôme d'entraîneur d'État en 1971.

## Carrière de joueur
- 1960-1962 :  US Boulogne
- 1962-1963 :  Red Star Olympique
- 1963-1967 :  Toulouse FC
- 1967-1968 :  Red Star Olympique
- 1968-1971 : Sans club (Blessure au genou)
- 1971-1973 :  Lille OSC
- 1973-1974 :  AC Cambrai[4]

## Carrière d'entraîneur
- 1974-1976 :  Le Havre AC
- 1979-1981 :  FC Dieppe
- 1981-1984 :  Stade compiègnois
- 1985-1989 :  Le Touquet AC
- 1989-1990 :  USG Boulogne
- 1992-1994 :  Stadoceste Tarbais

## Statistiques
- 99 matchs et 36 buts en Division 1
- 58 matchs et 17 buts en Division 2